# ملعب أرنوس فالي
ملعب أرنوس فالي هو ملعب متعدد الاستخدام يقع في كينغستاون عاصمة سانت فنسينت والجرينادينز . غالباً ما يتم استخدامه لمباريات كرة القدم . يتسع الملعب لجلوس 18 ألف متفرج . يعتبر الملعب الرسمي الذي يخوض فيه منتخب سانت فنسينت والجرينادينز مبارياته الدولية .